# 岬凛
岬 凛（みさき りん、2月13日 - ）は、日本の女性声優。静岡県出身。
以前はぷろだくしょん★A組に所属していた。映像テクノアカデミア出身。

## 出演作品

### テレビアニメ
- ケロロ軍曹（女子）

### 吹き替え
- アグリー・ベティ（ニコ）
- イ・サン（シビ）
- 風の国 〜The Land of Wind〜（ヨン）
- クリミナル・マインド FBI行動分析課（ポリー）
- ゴージャス
- ザ・ケープ 漆黒のヒーロー
- 水滸伝 英雄譜 第一章（孫二娘〈キャシー・チョウ〉）
- 製パン王 キム・タック
- 善徳女王（ソファ〈昭火〉）
- 太王四神記
- チャームド 〜魔女3姉妹〜（ソフィ）
- 朱蒙（ソリョン）
- ディスタービア
- 鉄の王 キム・スロ（ナチャルニョ）
- ドクター・フー
- HACHI 約束の犬
- HAWAII FIVE-0（メアリー・アン・マクギャレット〈タリン・マニング〉）
- ホテル・バビロン（ターニャ）
- 臨死